# 南开大学百年校庆
南开大学百年校庆，是中国南开大学为庆祝建校100周年而举行的系列活动。

## 筹备
2016年12月12日，南开大学百年校庆筹备工作正式启动。南开大学校方发起了面向校友的“南开百年讲堂”众筹计划，建设南开百年周恩来纪念讲堂。
2018年5月23日，南开大学第七次党委常委会议研究决定成立南开大学100周年校庆筹备工作机构，下设校庆办公室，负责南开大学百年校庆筹备日常工作。9月27日，南开大学正式向社会发布了《南开大学百年校庆公告（第一号）》。同年10月17日，在南开大学99周年校庆日当天，南开大学在八里台校区田家炳音乐厅举行了建校100周年倒计时一周年启动仪式，发布了百年校庆标志、主题歌、口号等，南开大学建校100周年校庆网站正式上线。10月19日，南开大学发布了《南开大学百年校庆公告（第二号）》，百年校庆的纪念徽标(LOGO)、标语口号、主题歌等业已确定，南开大学100周年校庆网站正式上线。
2019年1月17日，中共中央总书记习近平在天津考察调研时参观了南开大学百年校史主题展览。
2019年8月，南开大学公布预决算数据，由于百年校庆等因素，社会捐款增加、新校区建设及天津市财政对“双一流”高校建设的支持，2018年，南开大学总收入74.08亿元，较2017年35.13亿元的总收入增长幅度达110.87%。

## 活动

### 百年南开大讲坛
南开大学百年校庆期间，校方邀请知名学者和杰出校友举行100场“百年南开大讲坛”学术讲座。2018年11月20日，南开大学原校长、饶子和院士举行了题为“基础研究与人类健康”的首场学术讲座。

### 世界名校 龙舟邀请赛
10月9日，南开大学在天津海河大光明桥到保定桥段举办世界名校龙舟邀请赛。

## 展览
2019年8月9日至9月5日，百年芳华——南开大学百年校庆展展览在中国国家博物馆首先开幕，此后陆续在天津市西青区常青藤艺术中心和南开大学展出。南开大学百年校庆展览共展出具有南开大学校友和特邀艺术家的作品200余件，国博展区包含40件艺术作品，参展艺术家包括南开大学师生以及特邀的艺术家的艺术作品、重要的校史文献与文物材料。
2019年9月，南开大学档案馆在八里台校区举办“百年南开校园与文化的历史变迁——纪念南开大学建校100周年”专题展览。

## 纪念品

### 纪念币
2016年12月，南开大学召开百年校庆筹备工作校友代表座谈会上。南开大学部分校友建议学校向中国人民银行申请发行南开大学建校100周年金银纪念币。2018年10月，南开大学与中国金币总公司就建校100周年纪念币设计方向进行了论证。2019年1月，中国人民银行公布2019年贵金属纪念币项目发行计划，将南开大学建校100周年金银纪念币列入年度发行计划。